# Radama II
Radama II, né le 23 septembre 1829 et décédé le 11 mai 1863, est un roi malgache. Il règne sur le royaume de Madagascar de 1861 à 1863. Cette période est marquée par l'ouverture de son pays aux grandes puissances occidentales. Le roi Radama II s'est néanmoins toujours attaché à respecter l'équilibre entre les influences françaises et anglaises. 
Pendant son court règne, il a donné de plus en plus d'importance à ses amis d'enfance les Menamaso favorable au progrès, au détriment de la vieille caste conservatrice qui l'avait mis sur le trône.  Rainivoninahitriniony, chef de file des conservateurs, excédé, fit éliminer les Menamaso et envoya ses officiers assassiner le Roi.

## Biographie

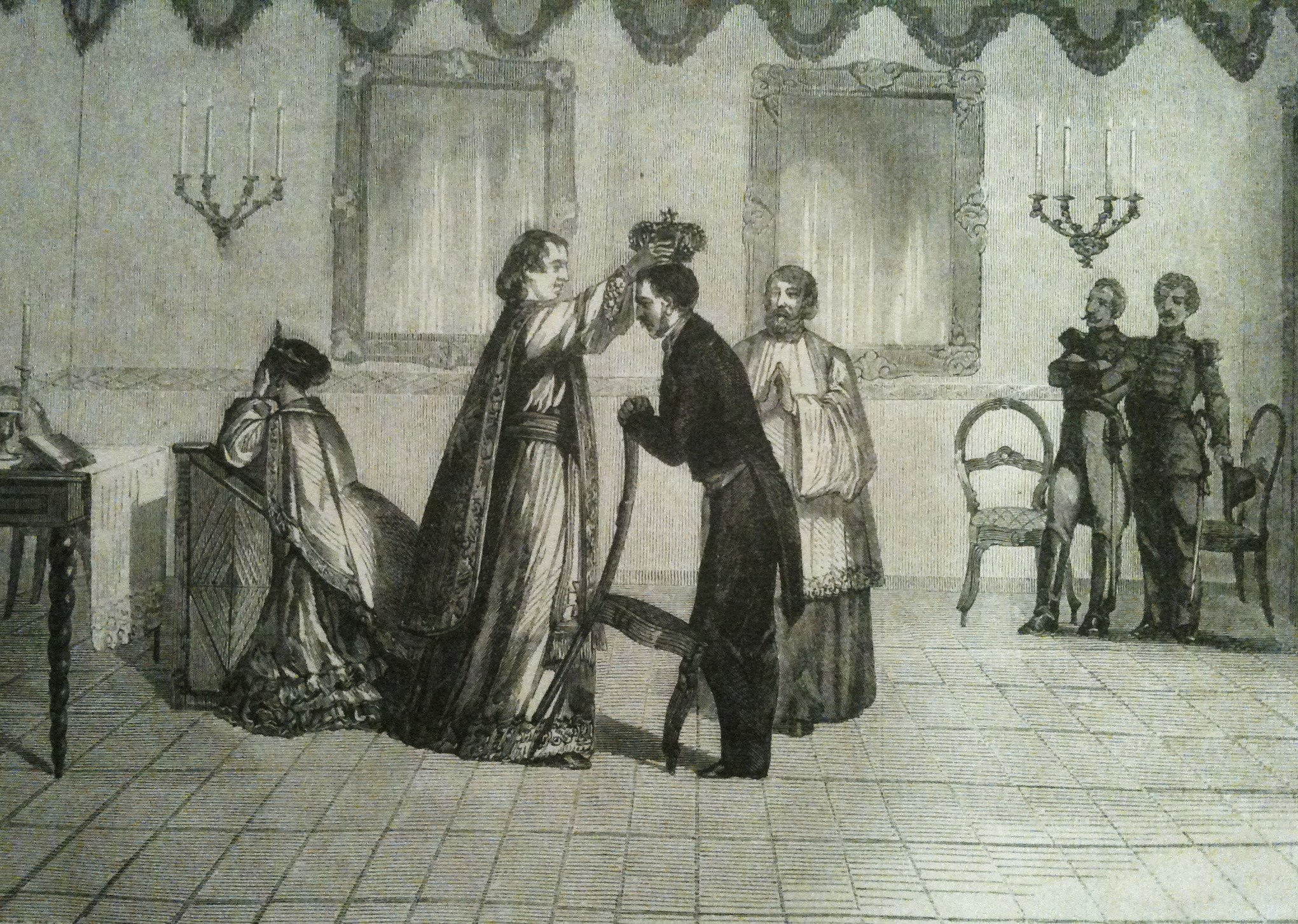
Gravure d'époque du couronnement de Radama II (Le Monde illustré).

### Succession
Le 23 septembre 1862, treize mois après la disparition de sa mère, la reine Ranavalona Ire (survenue le 15 août 1861), le prince Rakoto est couronné roi sous le nom de Radama II. Officiellement, il est considéré comme le fils de Radama Ier, mort en 1828, plus d'un an avant sa naissance. La rumeur attribue sa paternité au Premier ministre Andrianisa Rainijohary, qui était également alors le compagnon attitré de sa mère. 

### Contexte du couronnement

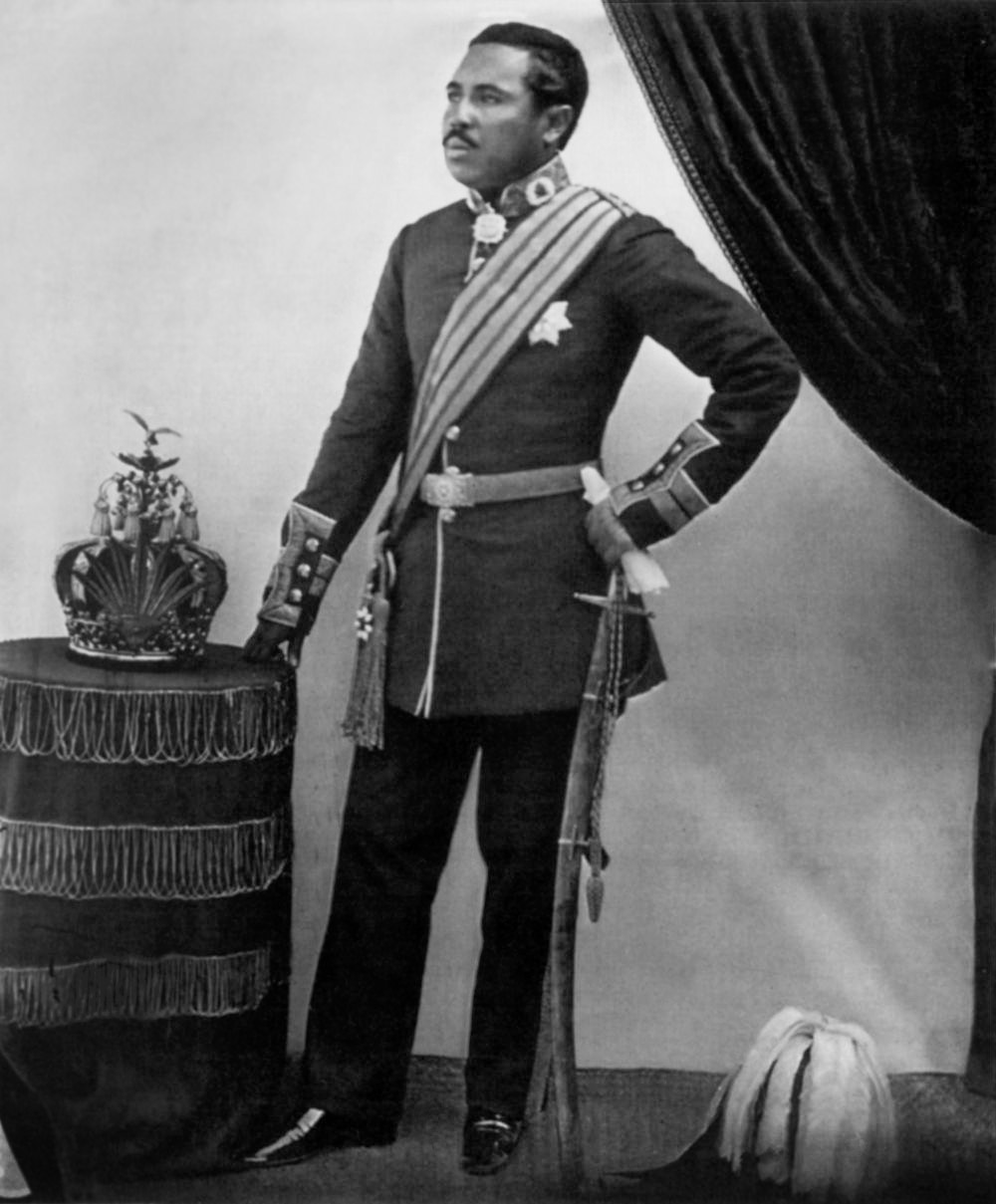
Photographie du roi Radama II.

La mort de Radama Ier laissa le trône à son épouse, la reine Ranavalona Ire. 
Lorsque celle-ci à son tour, mourut, Ramboasalama, cousin germain du prince héritier Rakoto, tenta de forcer le trône. Sa tentative mise en échec, celui-ci fut condamné à l'exil par les juges. Ce n'est que le 21 avril 1862, huit mois après la mort de la Reine, que Ramboasalama mourut dans son exil. La nouvelle fut portée au prince Ralkoto, qui annonça immédiatement un deuil national de vingt jours, ainsi que des funérailles officielles. En effet, bien que son cousin germain ait eu trahi sa famille, le prince conservait pour lui une grande tendresse, et souffrait de le savoir si loin. Lors de ces funérailles nationales, Ratasilahy, fils du défunt cousin, « monta sur une pierre, et s'étant prosterné jusqu'à trois fois devant le prince, il demanda pardon au nom de son père ; puis, lui montrant tous ceux qui l'entouraient : « Voici, s'écria-t-il, vos enfants et vos esclaves ; ils sont orphelins, ayez pitié d'eux ». »
À la suite de cette déclaration, le prince décréta que Ratasilahy « était prince du sang et successeur de son père ». Cependant, ceci ne suffisait pas aux yeux du futur roi, il lui fallait pour tous les coupables un pardon général, une réhabilitation entière. Tout ce qui l'arrêtait c'était la réticence des juges qui voulaient un exemple, et qui redoutaient avec quelque raison que l'excès d'indulgence ne provoquât l'excès du fanatisme et de la révolte. Mais Rakoto affirma que tant qu'il ne pourrait pardonner pleinement, il « ne serait roi qu'à demi. »
Le jour de son couronnement fut  enfin annoncé pour le 23 septembre. Le 19, il convainquit enfin les juges d'une amnistie générale.
« Une amnistie générale, dit-il, voilà ma plus belle couronne et mon plus beau diadème ». Les juges l'accordent. La nouvelle se répand au bruit de 21 coups de canon qui mettent la ville en émoi.   
Le 22 septembre au soir, la veille de son couronnement, il donne ordre pour que les portes du palais fussent ouvertes aux missionnaires catholiques le lendemain matin, dès six heures, afin qu'ils pussent y entrer librement pour y donner la messe. Les missionnaires ont en effet rencontré, le matin du 23 septembre, les portes du palais ouvertes, et dans la salle où devait se dérouler l'office, la couronne royale avait été déposée sur l'autel. La messe privée fut dite en présence du roi et de la reine. Puis la bénédiction de la couronne royale fut administrée. Le prêtre, enfin, couronna le roi en prononçant ces paroles : « Sire, c'est au nom de Dieu que je vous couronne. Régnez longtemps pour la gloire de votre nom et pour le bonheur de votre peuple ! ». À 8 h, la cérémonie était terminé. À 11 h, le roi et la reine sortirent du palais, sous les hourras de la foule, pour rejoindre Mahamasina, où une estrade, sous la direction de Jean Laborde, consul de France, avait été érigée pour le couronnement.

### Politique
Radama II entreprend aussitôt d'abolir la peine de mort. Il supprime les « corvées » (à savoir le fanompoana, les travaux non rémunérés pour le compte de l'État et de la collectivité), réduit la durée du service militaire et libère de nombreux captifs, abolit les confiscations arbitraires et les tortures légales.
Contrairement au monarque précédent, Ranavalona Ire, qui défendait l'idée d'un Madagascar indépendant, Radama II change complètement de cap. Il proclame la liberté des cultes et ouvre les portes du royaume aux Européens. Il veut importer les concepts européens. Il  signera un traité d'amitié et de commerce entre la France et Madagascar puis un traité d'amitié et de commerce entre la France et l'Angleterre.

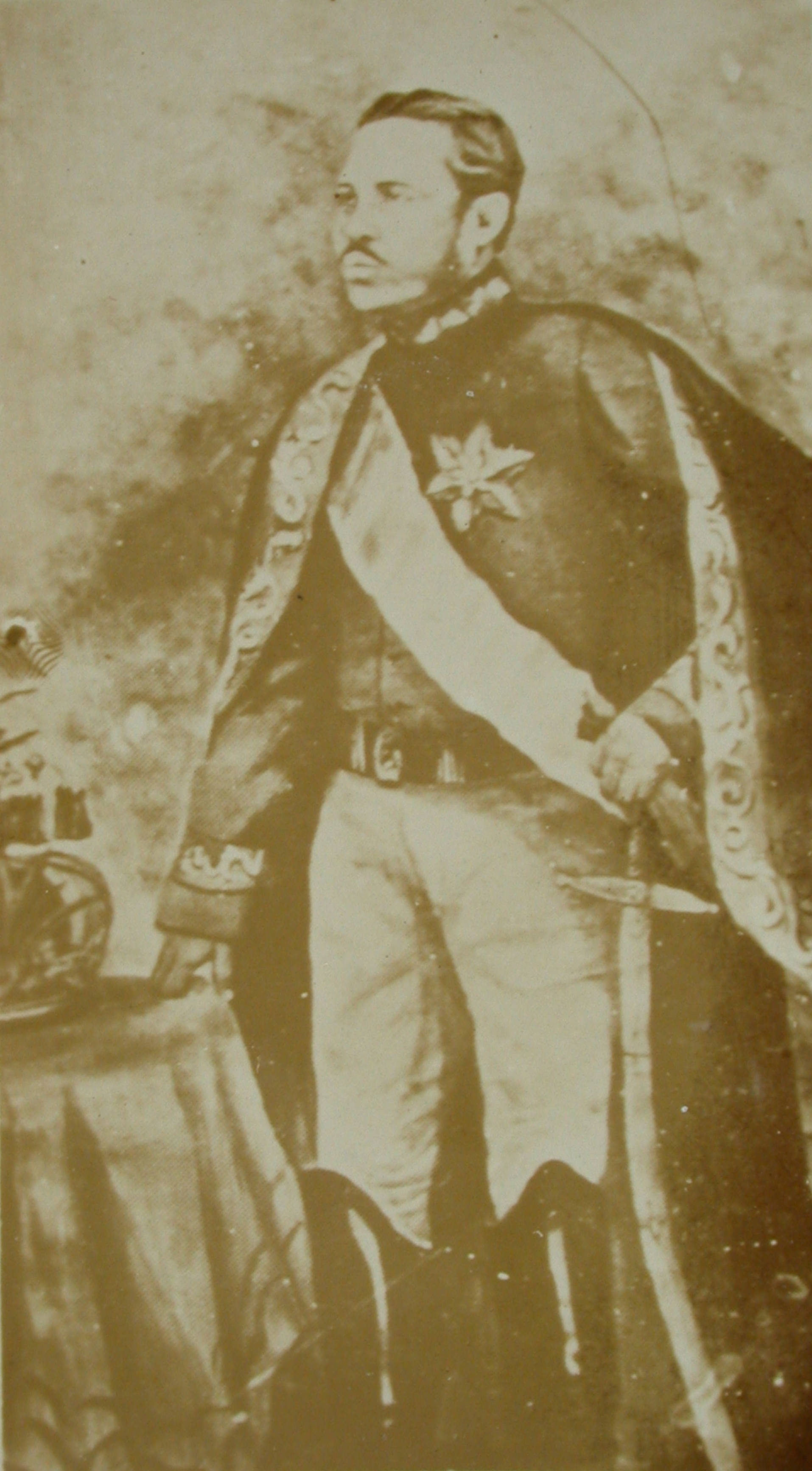
Portrait du roi en 1862.

Parallèlement à ces traités deux chartes donnant des droits exclusifs sur Madagascar furent signés, l'une avec un aventurier français Joseph Lambert, et l'autre avec un fonctionnaire anglais de l'île Maurice James Caldwell. Ces chartes furent contresignés par le commandant en chef des armées, le ministre des affaires étrangères et le ministre de la justice. 

### Oppositions et assassinat
Les dignitaires conservateurs  s'opposèrent au roi, auquel était reproché son indifférence aux affaires du royaume et ses amusements avec les menamaso (les yeux rouges). Radama, contrairement aux usages, n'a pas constitué son entourage de personnes de castes nobles andriana, il fréquenta même des personnes de caste inférieure (mainty). Le Premier ministre Rainivoninahitriniony, profitant alors d'une crise ouverte avec un des chefs menamaso, que le roi proposa de régler par un duel, exécutera sauvagement tous les menamaso et le 11 mai 1863, le roi lui-même est étranglé dans son palais.

## Troubles politiques et nouvelles normes de succession

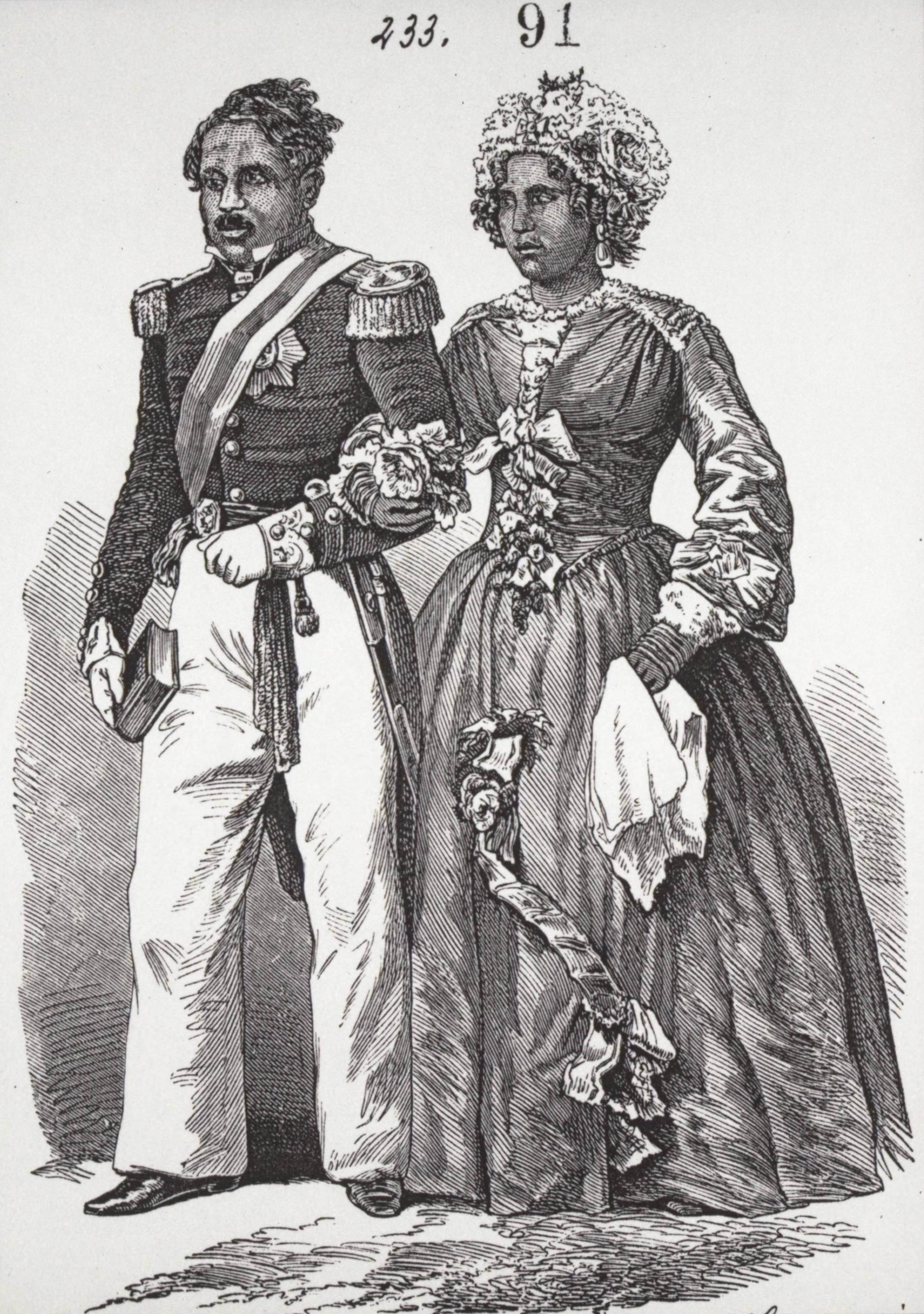
Le roi Radama II et son épouse la reine Rasoherina.

Cette disparition brutale de Radama II suscite des troubles (des révoltes éclatent, certaines conduites par des individus se prétendant être Radama II lui-même, ayant échappé miraculeusement à son assassinat) et ébranle en profondeur le système monarchique merina. 
Pour ne plus laisser au souverain la possibilité de conduire les affaires du royaume selon son bon plaisir, et parce qu'en réalité, depuis Andrianampoinimerina, le pouvoir étatique merina repose sur l'équilibre entre le souverain, représentant les groupes andriana et le Premier ministre, représentant les Hova, on met sur le trône la veuve (et cousine) de Radama II.  
Le Premier ministre Rainivoninahitriniony, qui a fait assassiner Radama II oblige ainsi la reine Rabodo, la veuve de radama II à se marier avec lui... Elle devient la reine Rasoherina!
Rainilaiarivony qui était commandant en chef des armées écartera son frère Rainivoninahitriniony pour devenir à son tour Premier ministre et se mariera lui aussi avec la Reine...Celui-ci pour garder le pouvoir épousera ensuite deux autres princesses qu'il fit Reine pour garder le pouvoir...
Le roi Radama II fut donc le dernier monarque de Madagascar de lignée royale à avoir gouverné le pays.

## Postérité

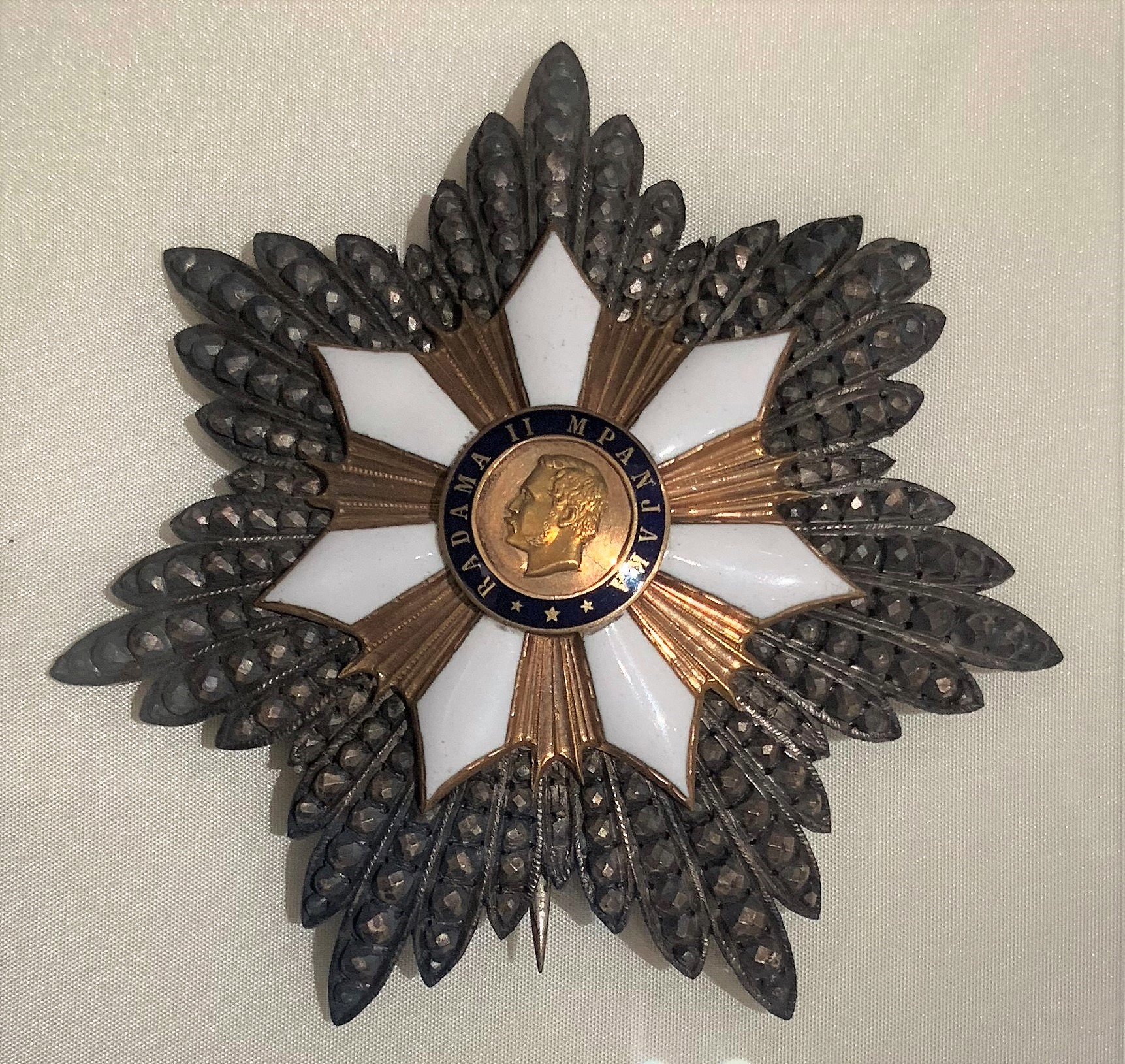
Insigne de Grand-Croix de l'Ordre de Radama II.

La mémoire de Radama II est honnie par l'historiographie merina traditionnelle pour qui il n'était plus que Radama nanjaka tapany, celui qui n'a « régné qu'à moitié » en raison des inconséquences et des circonstances dramatiques de son élimination. Le corps même du roi est inhumé à la sauvette dans sa propriété d'Ilafy et on efface son nom de la liste officielle des souverains. 
Les nombreux troubles suivant sa disparition montreront cependant l'attachement populaire qu'avait pu susciter ce roi après le règne oppressant de sa mère Ranavalona. Le roi Radama II d'une grande bonté était essentiellement animé par le souci de rendre son peuple libre et heureux. Il avait aussi le désir de le faire rentrer dans la modernité. Sa faiblesse et son manque d'autorité ont malheureusement terni son image.

## Ascendance
|  |                                                        |  |  |  |  |  |  |  |  |  |  |  |  |  |  |  |
|  | 2. Andrianisa Rainijohary                              |  |  |  |  |  |  |  |  |  |  |  |  |  |  |  |
|  |                                                        |  |  |  |  |  |  |  |  |  |  |  |  |  |  |  |
|  |                                                        |  |  |  |  |  |  |  |  |  |  |  |  |  |  |  |
|  | 1. Radama II                                           |  |  |  |  |  |  |  |  |  |  |  |  |  |  |  |
|  |                                                        |  |  |  |  |  |  |  |  |  |  |  |  |  |  |  |
|  |                                                        |  |  |  |  |  |  |  |  |  |  |  |  |  |  |  |
|  | 24. Roi Andriambelomasina d'Avaradrano et Imerinatsimo |  |  |  |  |  |  |  |  |  |  |  |  |  |  |  |
|  |                                                        |  |  |  |  |  |  |  |  |  |  |  |  |  |  |  |
|  |                                                        |  |  |  |  |  |  |  |  |  |  |  |  |  |  |  |
|  | 12. Prince Andriantsimitovizafinitrimo                 |  |  |  |  |  |  |  |  |  |  |  |  |  |  |  |
|  |                                                        |  |  |  |  |  |  |  |  |  |  |  |  |  |  |  |
|  |                                                        |  |  |  |  |  |  |  |  |  |  |  |  |  |  |  |
|  | 25. Princesse Rasoherimananitany                       |  |  |  |  |  |  |  |  |  |  |  |  |  |  |  |
|  |                                                        |  |  |  |  |  |  |  |  |  |  |  |  |  |  |  |
|  |                                                        |  |  |  |  |  |  |  |  |  |  |  |  |  |  |  |
|  | 6. Prince Andriantsalamanjaka                          |  |  |  |  |  |  |  |  |  |  |  |  |  |  |  |
|  |                                                        |  |  |  |  |  |  |  |  |  |  |  |  |  |  |  |
|  |                                                        |  |  |  |  |  |  |  |  |  |  |  |  |  |  |  |
|  | 26. Andrianampianarivo                                 |  |  |  |  |  |  |  |  |  |  |  |  |  |  |  |
|  |                                                        |  |  |  |  |  |  |  |  |  |  |  |  |  |  |  |
|  |                                                        |  |  |  |  |  |  |  |  |  |  |  |  |  |  |  |
|  | 13. Rabodomanjaka                                      |  |  |  |  |  |  |  |  |  |  |  |  |  |  |  |
|  |                                                        |  |  |  |  |  |  |  |  |  |  |  |  |  |  |  |
|  |                                                        |  |  |  |  |  |  |  |  |  |  |  |  |  |  |  |
|  | 27. Ratomponivololona Ravololonandriantsimitovy        |  |  |  |  |  |  |  |  |  |  |  |  |  |  |  |
|  |                                                        |  |  |  |  |  |  |  |  |  |  |  |  |  |  |  |
|  |                                                        |  |  |  |  |  |  |  |  |  |  |  |  |  |  |  |
|  | 3. Reine Ranavalona Ire de Madagascar                  |  |  |  |  |  |  |  |  |  |  |  |  |  |  |  |
|  |                                                        |  |  |  |  |  |  |  |  |  |  |  |  |  |  |  |
|  |                                                        |  |  |  |  |  |  |  |  |  |  |  |  |  |  |  |
|  | 28. Andriamiaramanjaka                                 |  |  |  |  |  |  |  |  |  |  |  |  |  |  |  |
|  |                                                        |  |  |  |  |  |  |  |  |  |  |  |  |  |  |  |
|  |                                                        |  |  |  |  |  |  |  |  |  |  |  |  |  |  |  |
|  | 14. Prince Andriandamboranto                           |  |  |  |  |  |  |  |  |  |  |  |  |  |  |  |
|  |                                                        |  |  |  |  |  |  |  |  |  |  |  |  |  |  |  |
|  |                                                        |  |  |  |  |  |  |  |  |  |  |  |  |  |  |  |
|  | 29. Princesse Ranavalonandriambelomasina               |  |  |  |  |  |  |  |  |  |  |  |  |  |  |  |
|  |                                                        |  |  |  |  |  |  |  |  |  |  |  |  |  |  |  |
|  |                                                        |  |  |  |  |  |  |  |  |  |  |  |  |  |  |  |
|  | 7. Princesse Rabodonandriantompo                       |  |  |  |  |  |  |  |  |  |  |  |  |  |  |  |
|  |                                                        |  |  |  |  |  |  |  |  |  |  |  |  |  |  |  |
|  |                                                        |  |  |  |  |  |  |  |  |  |  |  |  |  |  |  |
|  | 30. Andriankirahinimerina                              |  |  |  |  |  |  |  |  |  |  |  |  |  |  |  |
|  |                                                        |  |  |  |  |  |  |  |  |  |  |  |  |  |  |  |
|  |                                                        |  |  |  |  |  |  |  |  |  |  |  |  |  |  |  |
|  | 15. Princesse Ramboakovelo                             |  |  |  |  |  |  |  |  |  |  |  |  |  |  |  |
|  |                                                        |  |  |  |  |  |  |  |  |  |  |  |  |  |  |  |
|  |                                                        |  |  |  |  |  |  |  |  |  |  |  |  |  |  |  |
|  | 31. Princesse Ranavalonjananjanahary                   |  |  |  |  |  |  |  |  |  |  |  |  |  |  |  |
|  |                                                        |  |  |  |  |  |  |  |  |  |  |  |  |  |  |  |
|  |                                                        |  |  |  |  |  |  |  |  |  |  |  |  |  |  |  |